# A Lesson in the Abuse of Information Technology
A Lesson in the Abuse of Information Technology is het debuutalbum van de Amerikaanse punkband The Menzingers. Het album werd in 2007 binnen een periode van twee weken opgenomen en nog hetzelfde jaar uitgegeven op 30 juli via het platenlabel Go-Kart Records. Het werd over het algemeen goed ontvangen door recensenten.
Het album is door Go-Kart Records uitgegeven in twee formaten, namelijk cd en lp. De lp-versie is door het label enkele keren heruitgegeven in de jaren 2011, 2013, 2014 en 2018.

## Nummers
Alle nummers zijn geschreven door The Menzingers, behalve het nummer "Straight to Hell", dat een cover van The Clash is.
1. "Alpha Kappa Fall off a Balcony" - 2:15
2. "Sir Yes Sir" - 3:23
3. "A Lesson in the Abuse of Information Technology" - 2:36
4. "Ave Maria" - 2:56
5. "Coal City Blues" - 2:38
6. "Keychain" - 3:28
7. "Even for an Eggshell" - 3:40
8. "Richard Coury" - 2:16
9. "Straight to Hell" - 4:36
10. "Victory Gin" - 2:59
11. "Cold Weather Gear" - 1:31
12. "Clap Hands Two Guns" - 2:34
13. "No Ticket" - 2:32

## Band
- Tom May - gitaar, zang
- Joe Godino - drums
- Greg Barnett - gitaar, zang
- Eric Keen - basgitaar